# Паркер, Шон
Шон Па́ркер (англ. Sean Parker; род. 3 декабря 1979 года) — интернет-предприниматель, известный как сооснователь Napster, Plaxo, а также Facebook. Обладая личным состоянием в 2,1 миллиарда долларов, в марте 2012 года занял 215-е место в списке богатейших людей по версии Forbes.

## Биография
Паркер учился в средней школе Октон в округе Фэрфакс, штат Виргиния, в течение двух лет до перехода в среднюю школу Чантили в 1996 году.
Когда Шону было 7 лет, отец научил его программированию.
В возрасте 16 лет его арестовали за хакинг. Паркер в то время занимался взломами сайтов компаний из списка Fortune 500. Но однажды ночью, когда Шон взламывал очередной сайт, его отец, разозлившись, отнял у него клавиатуру, и он не успел разлогиниться.
Выиграв олимпиаду штата Виргиния по информатике, он помогал работать над поисковым роботом и отказал работать на ЦРУ. В последнем классе средней школы Паркер стал зарабатывать больше 80 000 долларов в год на различных проектах, чего было достаточно, чтобы убедить его родителей позволить ему бросить колледж и продолжить карьеру в качестве предпринимателя.
Паркер был заядлым читателем и самоучкой. Несмотря на отсутствие формального образования, его часто называют «гением».
В 1999 году Шон стал впервые известен благодаря помощи в создании Napster своему ещё более молодому другу, Шону Фэннингу. Napster — пиринговая сеть для обмена музыкальными файлами. Этот сервис перевернул всю музыкальную индустрию.
В 24 года он встретился в Пало-Альто с Марком Цукербергом и впоследствии стал президентом его проекта Facebook. В 2005 году Шон был отстранён от работы в Facebook, так как был обвинён в хранении кокаина. На 15 августа 2012 года владел 3,2 % акций компании.
В 2010 году Паркер заявил о намерении пожертвовать 100 тыс. долларов на кампанию за легализацию марихуаны в Калифорнии.
10 марта 2013 года Шон Паркер попал в топ-10 самых молодых миллиардеров по версии Forbes. Он занимает 9 место в рейтинге, его состояние насчитывает 2 млрд долл.

## Работа в Facebook
После летней встречи Марка Цукерберга, Эдуардо Саверина и Шона Паркера начинается рывок Facebook. Шон становится президентом компании и выводит её на инвесторов. Питер Тиль стал первым инвестором этой социальной сети. Паркер защищал чистый пользовательский интерфейс Facebook и разработал свою функцию обмена фотографиями. В 2005 году на вечеринке полиция находит в его доме кокаин и арестовывает его, но не предъявляет обвинений. Это заставило инвесторов надавить на Паркера, вследствие чего он покинул компанию. Но даже после ухода он продолжал участвовать в развитии Facebook и регулярно встречался с Цукербергом.
Шон Паркер является автором идеи и руководителем реализации возможности создания сообществ в социальных сетях.

## Работа в Spotify
Работая в Founders Fund, Шон Паркер искал стартап, который продолжил бы реализацию идеи Napster, но уже законным путём. В один из вечеров, друг показал ему проект Spotify, предназначенный для оптимизации работы со звуковыми дорожками, плей-листами и композициями. Шон Паркер вложил в проект $15 млн и стал членом совета директоров Spotify. На последнем заседании Facebook F8 было принято решение о сотрудничестве Facebook и Spotify. В частности, пользователи могут выкладывать в Facebook свои плейлисты, созданные в Spotify.

## В популярной культуре
Шон Паркер был одним из персонажей фильма «Социальная сеть» (2010) режиссёра Дэвида Финчера, благодаря чему им серьёзно заинтересовались журналисты. Роль Паркера в фильме сыграл Джастин Тимберлейк. В одном из интервью Паркер охарактеризовал фильм как не более чем художественное произведение, а в ответ на вопрос о правдивости сцен с употреблением наркотиков и свиданиями с моделями Victoria’s Secret, заметил, что ему, «к сожалению, так здорово зажигать не приходилось».